# Afridi

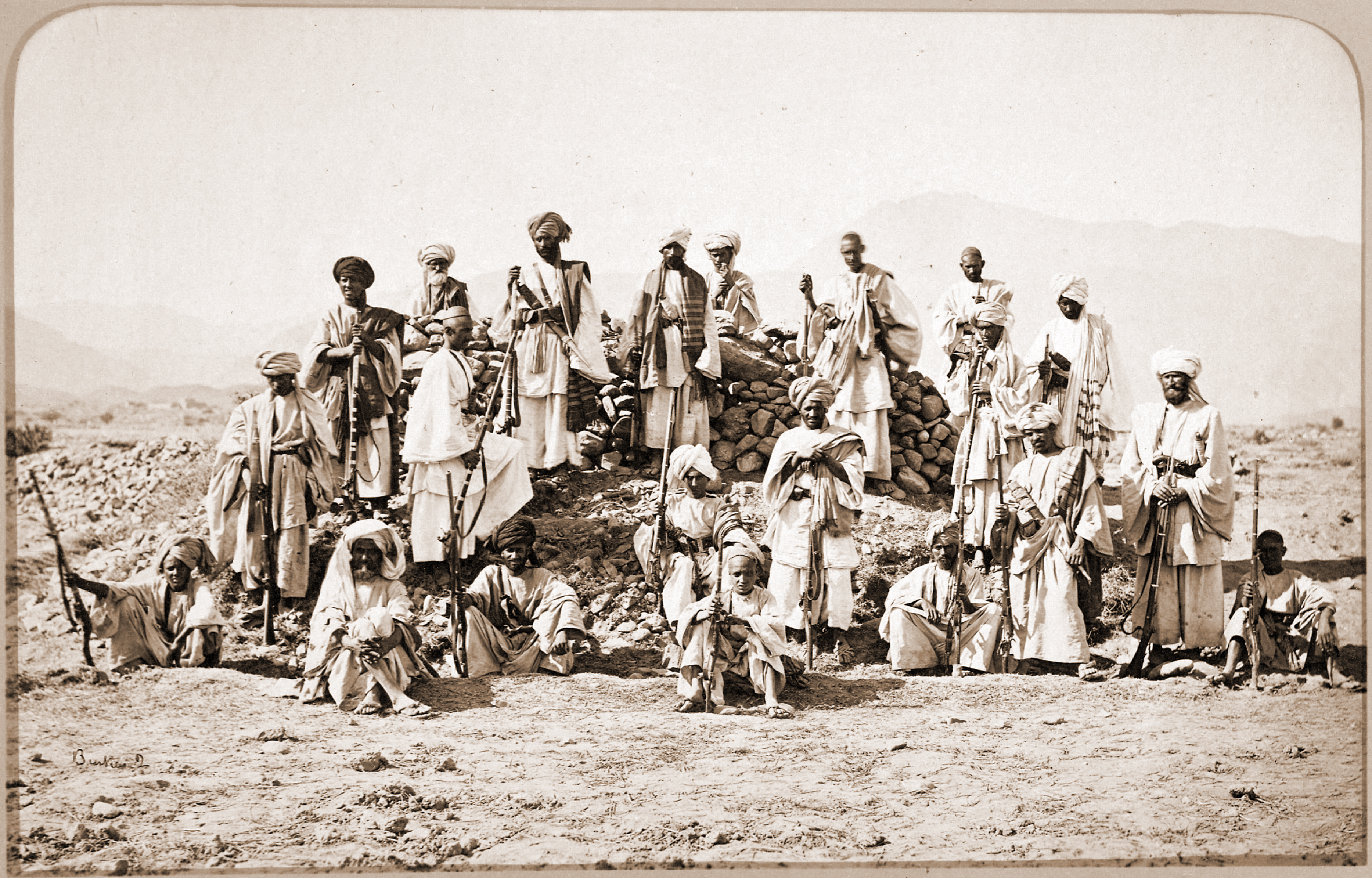
Combattenti afridi nel 1878

Gli afridi sono una tribù pashtun stanziata nel Pakistan nordoccidentale e in Afghanistan. Essi fanno parte dei ghilji e per questo sono chiamati "pashtun orientali", espressione che li differenzia dai "pashtun occidentali", ovvero i durrani (o abdali). Il loro idioma è la lingua pashtu nella variante mashreqi.

## Storia

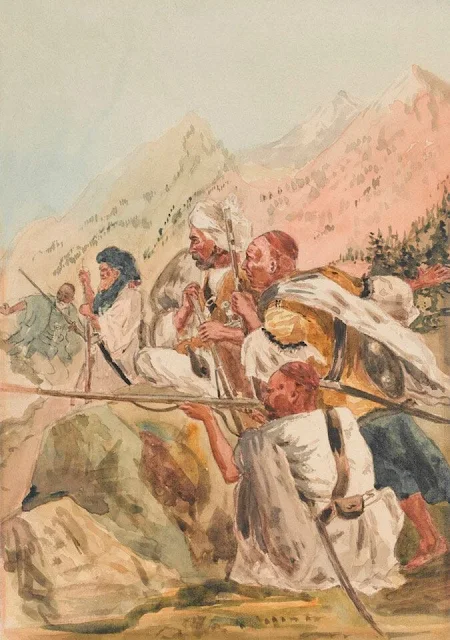
Afridi in combattimento, 1880

Si suppone che l'antenato eponimo degli afridi fosse un certo Faridun, un discendente di Karlan (da cui la stirpe Karlani) tramite Mānī (o Mānay) e Kōday (e la sua seconda moglie).
Alcuni studiosi hanno supposto che il termine afridi provenisse dagli aparutai, che Erodoto colloca nella settima satrapia dell'impero achemenide insieme alla Sattagidia, a Gandarii e ai Dadikai. Tuttavia questa ipotesi è ritenuta improbabile ed è possibile che l'origine ellenistica del termine sia frutto di una credenza diffusasi nel dominio Dardo-Kafir e propagandata prima da Abu l-Fadl 'Allami, segretario privato dell'imperatore Akbar, e poi dagli orientalisti dei secoli Ottocento e Novecento.
Le fonti storiche menzionano per la prima volta gli afridi con Babur, il quale decise di sottometterli al suo dominio. La funzione strategica della regione di Peshawar fece sì che gli afridi godessero dei profitti del brigantaggio o dei pedaggi riscossi da chiunque volesse passare dai loro territori. Più volte gli imperatori moghul tentarono senza successo di sottomettere gli afridi, e Ahmad Shah Durrani fu in grado di integrarli nel suo esercito solo nominalmente. Le forze di occupazione britanniche riuscirono a sedare i sentimenti ribelli degli afridi solo grazie a cospicue concessioni, in particolare grazie a una sovvenzione concessa in cambio della loro lealtà durante la prima guerra mondiale.
A fine Ottocento gran parte degli afridi era nomade. In estate migravano verso le alture della valle Tirah, mentre in inverno erano soliti stanziarsi nelle valli di Khyber, Bazar e Kajuri. Il fatto che abbiano abitato questi luoghi per lungo tempo suggerisce che siano di origine dardica.

## Descrizione
Gli afridi si distinguono in 6 clan "Ḵēl", che vivono tutti nella regione del Passo Khyber:
- Kūkī Ḵēl
- Kambar Ḵēl
- Kamar Ḵēl (o Kamraʾī)
- Malek-dīn Ḵēl
- Sepāh
- Zakkā Ḵēl (o Zəḵā Ḵēl)

Vi sono altri due clan "assimilati" non riconosciuti dai primi sei, che sono gli Akā Ḵēl, insediati a sud del fiume Bara vicino al distretto di Orakzai, e gli Ādam Ḵēl, che vivono in una regione montuosa tra Peshawar e Kohat. La complessità del sistema afridi riflette la diversità delle origini dei diversi gruppi etnici che ne fanno parte.

## Popolazione
Le stime del XIX secolo riportavano che gli afridi contassero 32.900 uomini in età da combattimento ("uomini combattenti") nella parte più orientale del Sefīd Kūh, a ovest e a sud di Peshawar, nelle valli di Bazar e del fiume Bara e nella parte settentrionale del Tirah. Gli studi di fine Novecento attestano una cifra di 50.000 persone, tuttavia alcune fonti afghane non ufficiali tenderebbero a sovrastimarne il numero (fino a 60.000 nel solo territorio afghano), una sopravvalutazione probabilmente dovuta a rivendicazioni sul Pashtunistan.
Per via della posizione strategica in cui essi vivono, gli afridi controllano il traffico di armi, munizioni, tabacco e altri beni, una concessione delle autorità che tenderebbe a frenare le loro turbolenze. Gli afridi giocano un ruolo fondamentale nel promuovere le rivendicazioni economiche, politiche e culturali dei pashtun.